# Jüdischer Friedhof (Neunkirchen, Saar)

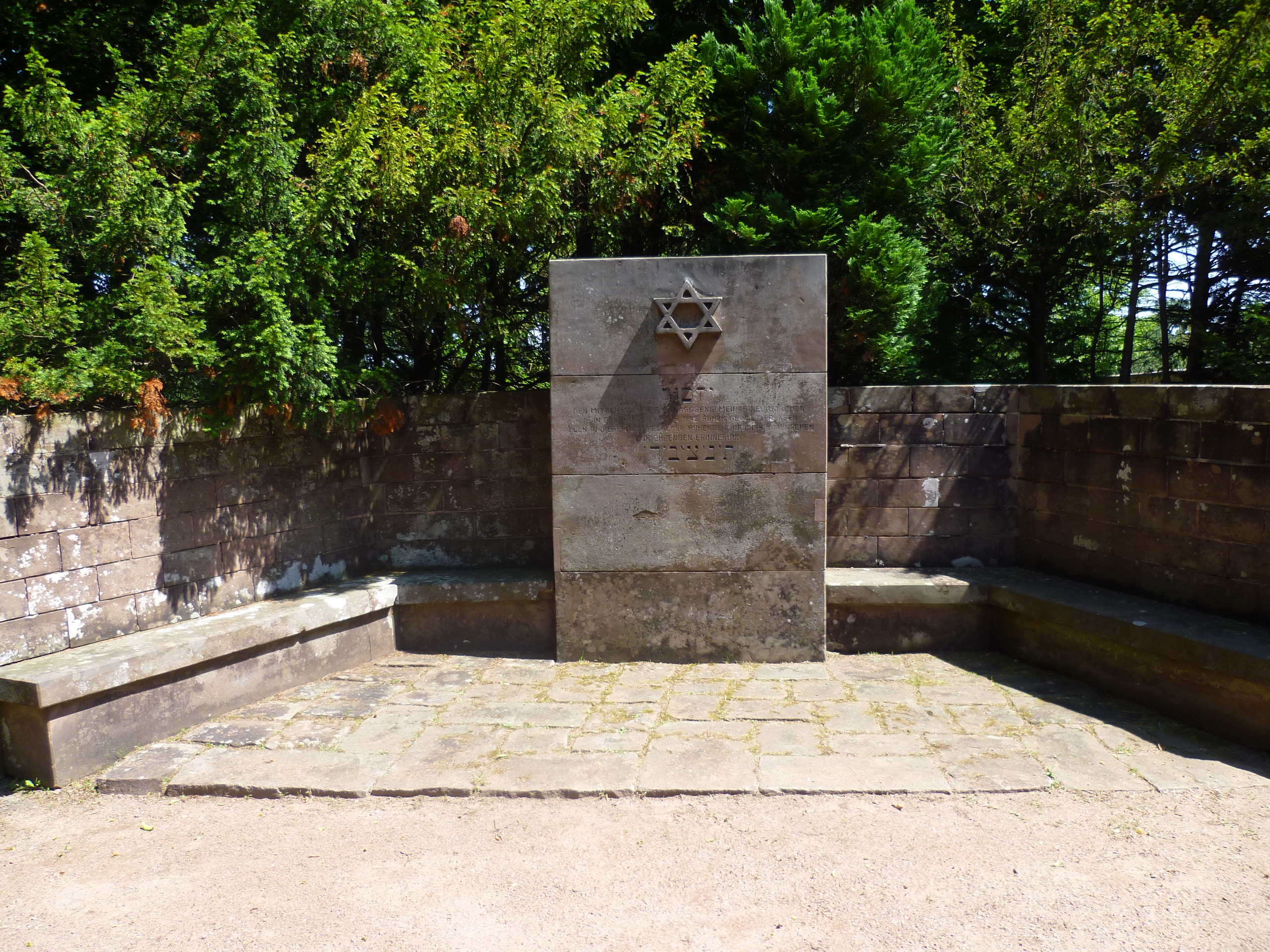
Zentrales Gedenkmal

Der Jüdische Friedhof Neunkirchen (Saar) ist ein Friedhof der Synagogengemeinde Saar in Neunkirchen (Saar).

## Lage
Der Friedhof liegt unweit der Spieser Höhe etwas außerhalb der Stadt. Er ist mit öffentlichen Verkehrsmitteln erreichbar. Das Gelände wird von einer Natursteinmauer umschlossen und ist tagsüber frei zugänglich. Die Fläche beträgt 0,3 Hektar.

## Geschichte
1777 wurde der jüdischen Bevölkerung in Neunkirchen ein eigener Friedhof gestattet. Das Gelände wurde jedoch erst 1831 erworben und bebaut. Die Natursteinmauer wurde 1870 errichtet, der Friedhof 1880 und 1924 erweitert. Während der Novemberpogrome 1938 wurde der Friedhof zerstört und geschändet. Ab 1942 wurde er zweckentfremdet und mit sowjetischen Kriegsgefangenen und Zwangsarbeitern belegt.
Nach 1945 wurde das Nutzungsrecht an die Synagogengemeinde Saar übertragen, die den Friedhof wieder herrichten ließ. Eine Gedenkstätte erinnert an die Toten während des Nationalsozialismus und wurde im Juni 1955 eingeweiht. Eine Gedenktafel für die russischen Gefangenen wurde ebenfalls auf dem Friedhof errichtet. Auch deren Gräber wurden wiederhergerichtet und mit einem einfachen Grabstein versehen.
Der Friedhof wurde seit 1971 zehn Mal geschändet, zuletzt im September 2004. Bei diesem letzten Vandalismus wurden 19 Grabstellen verwüstet.
Heute finden nur noch wenige Bestattungen statt. 2011 wurde der Zeitzeuge und Holocaustüberlebende Alex Deutsch auf dem Friedhof beigesetzt.